# Ван де Вен, Микки
Микки ван де Вен (нидерл. Micky van de Ven; род. 19 апреля 2001, Вормер, Северная Голландия) — нидерландский футболист, защитник английского клуба «Тоттенхэм Хотспур». Бронзовый призёр чемпионата Европы 2024.

## Клубная карьера
Ван де Вен — воспитанник клуба «Волендам». 4 октября 2019 года в матче против дублёров ПСВ он дебютировал в Эрстедивизи. 11 декабря 2020 года в поединке против «Ден Босх» Микки забил свой первый гол за «Волендам». Конец сезона 2020/21 футболист провел с капитанской повязкой. Летом 2021 года ван де Вен перешёл в немецкий «Вольфсбург». 6 ноября в матче против «Аугсбурга» он дебютировал в немецкой Бундеслиге. 8 ноября 2022 года в поединке против дортмундской «Боруссии» Микки забил свой первый и единственный гол за «Вольсфбург».
8 августа 2023 года ван де Вен подписал шестилетний контракт к английским «Тоттенхэм Хотспур». Сумма сделки составила около 50 млн. евро. 13 августа в матче против «Брентфорда» он дебютировал в английской Премьер-лиге. 7 октября в поединке против «Лутон Таун» Микки забил свой первый гол за «Тоттенхэм Хотспур».

## Карьера в сборной
В октябре 2022 года ван де Вен был включен в предварительную заявку Нидерландов на Чемпионат мира 2022. В 2023 году в составе молодёжной сборной Нидерландов Микки принял участие в молодёжном чемпионате Европы в Румынии и Грузии. На турнире он сыграл в матчах против сборных Бельгии, Португалии и Грузии.
В августе 2023 года ван де Вен получил свой первый вызов в главную сборную Нидерландов от Рональда Кумана на отборочные матчи Евро 2024. 13 октября футболист дебютировал в составе национальной сборной, заменив Натана Аке на 80-й минуте игры с Францией.

## Достижения
«Тоттенхэм Хотспур»
- Победитель Лиги Европы УЕФА: 2024/25